# Ilga (fiume)
L' Ilga (in russo Илга?) è un fiume della Russia siberiana orientale,  affluente di sinistra della Lena. Scorre nella Siberia meridionale, nel Kačugskij e nel Žigalovskij rajon dell'Oblast' di Irkutsk.

## Descrizione
Il fiume ha origine al centro dell'altopiano della Lena e dell'Angara. La lunghezza del fiume è di 289 km, l'area del bacino è di 10 400 km².
Il bacino del fiume è dominato da foreste di taiga di montagna. Il letto del fiume è relativamente rettilineo, limitato da rocce lungo una delle sponde. Il ghiaccio sul fiume appare all'inizio di novembre e rimane fino alla fine di aprile. La durata media del gelo è di 175 giorni.

### Fauna
Il fiume è ricco di pesci: leucisco, coregone, pesce persico, taimen, luccio, salmerino artico, Rutilus rutilus lacustris, Thymallinae, Phoxinus e pesci del genere Brachymystax della famiglia Salmonidae.